# Bradley Gregg
Bradley Gregg (n. 8 noiembrie 1966, Hollywood, California, SUA) este un actor, regizor, scriitor și producător american.

## Biografie
Gregg a apărut în filme încă din anii 1980 și este cunoscut pentru rolurile secundare din Prietenie (1986), Coșmar pe strada Ulmilor: Războinicii din vis (1987) și Indiana Jones și ultima cruciadă (1989).
Este căsătorit cu fosta actriță Dawn Gregg din 1987. Cuplul are 5 copii: Braverijah, Mcabe, Galileea, Jemima și Sion.

## Filmografie

### Actor
- Explorers (1985) - membru al bandei lui Steve Jackson
- Stand by Me (1986) - Eyeball Chambers
- A Nightmare on Elm Street 3: Dream Warriors (1987) - Phillip Anderson
- 21 Jump Street (1988) - membru al formației punk
- Indiana Jones and the Last Crusade (1989) - Roscoe
- Lonesome Dove (1989) - Sean O'Brien
- Madhouse (1990) - Jonathan
- Class of 1999 (1990) - Cody Culp
- The Fisher King (1991) - Hippie Bum
- Eye of the Storm (1991) - Steven
- O Pioneers! (1992) (TV) - Young Oscar
- Fire in the Sky (1993) - Bobby Cogdill
- The Foot Shooting Party (1994) - Uncle Rose
- George B. (1997) - Jerry
- Nightwatch (1997) - Theater Actor (necreditat)
- Vicious Circle (1997) - Carlos
- How to Become Famous (1999) - Matt
- Whiplash (2002) - Brad
- Remnant (2012)
- Toy Soldier (2015) - Darryl Curtis (dublaj)
- Boonville Redemption (2016) - Pastor Virgil Palmer
- Welcome to Acapulco (2019) - Anthony

### Producător
- 14 Days in America (2005)

### Regizor
- Journey to Jemima (2006)
- Cedars of Lebanon (2015)